# Didi Chuxing
Didi Chuxing Technology Co. (Chinees: 滴滴出行) is een Chinees bedrijf dat in 2012 is opgericht door Cheng Wei. De onderneming richt zich hoofdzakelijk op diensten met betrekking tot personenvervoer en huurauto's, maar ook op het delen van fietsen en het bezorgen van maaltijden. In 2021 is het actief in 17 landen.

## Beschrijving
Het bedrijf werd in juni 2012 opgericht onder de naam Didi Dache met een app voor het zoeken naar taxi's. Het wist samen met concurrent Kuaidi Dache een grote financiële investering op te halen en in februari 2015 fuseerden de twee ondernemingen.
Ondanks zware concurrentie van Yidao Yongche en Uber, had Didi in 2015 een marktaandeel van 80% in personenvervoer en 99% in taxivervoer. Het bedrijf veranderde de naam naar Didi Kuaidi, en uiteindelijk naar Didi Chuxing.
Door de beursgang in 2014 met een geschatte marktwaardering van US$ 56 miljard werd het bedrijf een eenhoorn.
In 2016 nam het de Chinese tak van Uber over. De twee bedrijven waren jaren lang verwikkeld in een lange en dure strijd om de grootste te worden in het land.
In 2018 breidde Didi haar diensten uit met fietsverhuur en het leasen van auto's. Het breidde ook door het ophalen van grote investeringen internationaal uit naar Latijns-Amerika, Australië en Japan.
In juni 2021 kreeg het ook een beursnotering op de New York Stock Exchange (NYSE). Didi plaatste 317 miljoen American Depository Shares (ADS) tegen een prijs van US$ 14. Dit leverde in totaal US$ 4,4 miljard op en de beurswaarde van het hele bedrijf kwam daarmee uit op zo'n US$ 70 miljard.
Ongeveer een week later maakte de Chinese internettoezichthouder bekend een onderzoek naar Didi te starten. Het bedrijf zou de Chinese nationale (data)veiligheid kunnen bedreigen. Zo lang het onderzoek duurt mag Didi geen nieuwe gebruikers registreren. Een paar dagen later kregen de downloadwinkels in het land de opdracht de Didi app uit hun aanbod te verwijderen. Bestaande klanten Didi met de app kunnen nog wel gebruik maken van de diensten. Op 6 juli daalde de koers van het aandeel met 27% in het eerste half uur na opening van de NYSE.
Op 21 juli 2022 kreeg Didi een boete van circa US$ 1,2 miljard. Volgens de Chinese internettoezichthouder heeft het bedrijf zich schuldig gemaakt aan 16 overtredingen op het gebied van netwerkbeveiliging, data en persoonlijke informatie.
In december 2021 maakte het bekend de beursnotering in New York op te geven en te verhuizen naar de Hong Kong Stock Exchange.

## Diensten
- DiDi Taxi
- DiDi Express
- DiDi Premier
- Chauffeur
- Bedrijfsoplossingen
- DiDi Bus

- DiDi Luxe
- Fietsdeling
- Xiaoju Automobile
- Financiële diensten
- Maaltijdbezorging
- DiDi English